# 荒巻淳
荒巻 淳（あらまき あつし、1926年11月16日 - 1971年5月12日）は、大分県大分市出身のプロ野球選手（投手）・コーチ、解説者。
本格派の左腕で、その速球から「火の玉投手」と呼ばれ、1985年に野球殿堂入り。

## 経歴
大分市堀川に鮮魚店の息子として生まれる。大分商業学校時代の1942年夏に文部省主催の全国中等学校野球大会へ出場するが、1回戦で仙台一中に2-3で敗れた。卒業後は大分経専に進学し、1946年の全国専門学校野球大会に出場。横浜経専を17奪三振を記録して破ると、決勝戦では荒巻と並ぶ快速球で知られた山根俊英を擁する鳥取農専相手に23個の三振を奪って、優勝を果たし、一躍注目を浴びた。その後は社会人野球の強豪・星野組に入部し、1949年の都市対抗に出場。エースとしてチームを優勝に導き、橋戸賞を受賞する。その頃から球の速さは抜群で、当時メジャーリーグ随一の快速球投手だったボブ・フェラーにあやかり、和製火の玉投手と呼ばれた。
この球威に1948年頃からプロ野球チームの争奪戦が始まり、巨人・大阪・阪急・大映などが様々な手段で星野組に勧誘を試みる。巨人は別府での練習時に星野組社長の岡本忠夫が経営する日名子旅館を宿舎に利用、阪急は浜崎真二監督が自ら別府に赴き、大映は北九州地区映画館収益の分配を約束したりした。大井廣介の著書『タイガース史』（ベースボール・マガジン社、1958年）や松木謙治郎の著書には一度阪神と契約を結んだという記述があり、当時阪神に在籍した若林忠志の次男も若林からの伝聞として阪神が荒巻と契約していたと証言している。若林の次男や松木は、若林が荒巻を勧誘したと述べている。
1949年の夏以降、プロ野球参入を目指す毎日新聞社が星野組の選手に勧誘をかける。西本幸雄選手兼任監督が交渉役になったが、荒巻だけは星野組社長の岡本が後見人を務め、契約も岡本が当たった。岡本は次女を荒巻と結婚させていた。最終的に荒巻は毎日オリオンズに入団した。松木は、プロ野球再編問題で荒巻が私淑する若林が阪神から毎日に移ったことと、星野組を主体に毎日が結成されたことで、荒巻も毎日に入ったとしている。
1950年は新人ながら26勝8敗、防御率2.06の好成績を挙げ、最多勝利、最優秀防御率、新人王のタイトルを獲得。毎日のパ・リーグ初代優勝と第1回日本シリーズ制覇に貢献した。1年目の酷使が祟って2年目からは速球の威力に陰りが見え始める。
1951年は10勝をマーク。
1952年は7勝と成績が落ち込むが、カーブの威力に磨きをかけた。
1953年には17勝でリーグ4位の防御率2.14と復活。同年の日米野球では、日本のプロ野球選手として初の完投勝利を収めた。その後も、1959年まで7年連続で15勝以上の勝ち星を記録し、1954年22勝、1956年24勝と2度の20勝をマークした。1959年からは主将を務めるとともに救援に回って17勝を挙げるが、1960年には10年ぶりにリーグ優勝する傍らで、荒巻は未勝利に終わる。
1961年オフに星野組のチームメイトで前大毎監督であった西本が阪急のコーチに就任すると、同じくチームメイトであった西鉄の関口清治と共に阪急へ移籍。
1962年はコーチ兼任であったが、僅か2試合の登板に終わり、同年限りで現役を引退。生涯508登板のうちの339登板がリリーフであり、救援勝利数（98勝）は、金田正一（132勝）、稲尾和久（108勝）に次ぐNPB史上3位である。
1963年から阪急一軍投手コーチを務める。
1965年に胸部疾患で退団。
退団後は日本テレビ「○曜ナイター」解説者（1966年 - 1967年）を経て、1970年からはヤクルトアトムズ一軍投手コーチに就任。1971年オープン戦の転戦中に病気に倒れ、同年5月12日に肝硬変のため京都府立医科大学附属病院で死去。44歳没。1985年に野球殿堂入りした。

## 選手としての特徴
全身がバネのようで、小躍りするような投球フォームから速いテンポで投げる快速球で知られ、当時メジャーリーグの速球投手で火の玉投手と呼ばれたボブ・フェラーにあやかって和製火の玉投手と呼ばれた。その快速球は小気味よいほど低めに決まったが、時にはホップし、打者が地面ぎりぎりだと思って見逃した球が高めのストライクになったとの伝説がある。制球にも優れ快速球や落差の大きいカーブをコーナーいっぱいに決めたほか、日本で最初にチェンジアップを駆使した国際派でもあった。
常に爪切りを持ち歩き、指先の手入れを1時間かけて入念にやっていた。華奢な身体付きで、「こんな細い体でよく13年も投手が務まったものだ」というのが荒巻の口癖だったという。
足が速かったため代走として起用されたことがある。

## 詳細情報

### 年度別投手成績
| 年 度      | 球 団      | 登 板 | 先 発 | 完 投 | 完 封 | 無 四 球 | 勝 利 | 敗 戦 | セ 丨 ブ | ホ 丨 ル ド | 勝 率 | 打 者 | 投 球 回 | 被 安 打 | 被 本 塁 打 | 与 四 球 | 敬 遠 | 与 死 球 | 奪 三 振 | 暴 投 | ボ 丨 ク | 失 点 | 自 責 点 | 防 御 率 | W H I P |
| ---------- | ---------- | ----- | ----- | ----- | ----- | -------- | ----- | ----- | -------- | ----------- | ----- | ----- | -------- | -------- | ----------- | -------- | ----- | -------- | -------- | ----- | -------- | ----- | -------- | -------- | ------- |
| 1950       | 毎日 大毎  | 48    | 19    | 16    | 3     | 4        | 26    | 8     | --       | --          | .765  | 1098  | 274.2    | 240      | 11          | 55       | --    | 1        | 150      | 1     | 0        | 86    | 63       | 2.06     | 1.07    |
| 1951       | 毎日 大毎  | 31    | 11    | 7     | 1     | 3        | 10    | 8     | --       | --          | .556  | 586   | 144.1    | 139      | 6           | 29       | --    | 0        | 55       | 1     | 0        | 55    | 39       | 2.42     | 1.16    |
| 1952       | 毎日 大毎  | 26    | 11    | 4     | 1     | 1        | 7     | 6     | --       | --          | .538  | 439   | 110.1    | 94       | 7           | 22       | --    | 0        | 55       | 2     | 0        | 35    | 23       | 1.86     | 1.05    |
| 1953       | 毎日 大毎  | 50    | 16    | 8     | 1     | 3        | 17    | 14    | --       | --          | .548  | 962   | 248.0    | 198      | 8           | 49       | --    | 1        | 122      | 5     | 0        | 75    | 59       | 2.14     | 1.00    |
| 1954       | 毎日 大毎  | 49    | 24    | 15    | 5     | 3        | 22    | 12    | --       | --          | .647  | 1068  | 271.0    | 234      | 13          | 43       | --    | 3        | 130      | 0     | 0        | 78    | 70       | 2.32     | 1.02    |
| 1955       | 毎日 大毎  | 49    | 19    | 11    | 1     | 2        | 18    | 12    | --       | --          | .600  | 972   | 245.0    | 203      | 13          | 59       | 6     | 0        | 130      | 3     | 0        | 70    | 64       | 2.35     | 1.07    |
| 1956       | 毎日 大毎  | 56    | 20    | 11    | 2     | 5        | 24    | 16    | --       | --          | .600  | 1028  | 263.0    | 202      | 7           | 46       | 5     | 3        | 123      | 2     | 0        | 72    | 62       | 2.12     | 0.94    |
| 1957       | 毎日 大毎  | 46    | 21    | 6     | 2     | 3        | 15    | 11    | --       | --          | .577  | 707   | 175.2    | 142      | 8           | 41       | 0     | 1        | 87       | 1     | 0        | 64    | 42       | 2.15     | 1.04    |
| 1958       | 毎日 大毎  | 52    | 24    | 6     | 0     | 1        | 17    | 10    | --       | --          | .630  | 960   | 244.2    | 183      | 11          | 58       | 3     | 3        | 109      | 2     | 0        | 74    | 58       | 2.13     | 0.99    |
| 1959       | 毎日 大毎  | 55    | 4     | 1     | 0     | 0        | 17    | 8     | --       | --          | .680  | 632   | 159.1    | 136      | 12          | 36       | 1     | 0        | 72       | 1     | 0        | 55    | 40       | 2.25     | 1.08    |
| 1960       | 毎日 大毎  | 21    | 0     | 0     | 0     | 0        | 0     | 2     | --       | --          | .000  | 165   | 38.2     | 38       | 3           | 10       | 1     | 0        | 24       | 0     | 0        | 23    | 18       | 4.15     | 1.24    |
| 1961       | 毎日 大毎  | 23    | 0     | 0     | 0     | 0        | 0     | 0     | --       | --          | ----  | 107   | 26.0     | 24       | 1           | 8        | 0     | 1        | 10       | 1     | 0        | 7     | 7        | 2.42     | 1.23    |
| 1962       | 阪急       | 2     | 0     | 0     | 0     | 0        | 0     | 0     | --       | --          | ----  | 9     | 2.0      | 1        | 0           | 2        | 0     | 0        | 2        | 0     | 0        | 1     | 1        | 4.50     | 1.50    |
| 通算：13年 | 通算：13年 | 508   | 169   | 85    | 16    | 25       | 173   | 107   | --       | --          | .618  | 8733  | 2202.2   | 1834     | 100         | 458      | 16    | 13       | 1069     | 19    | 0        | 695   | 546      | 2.23     | 1.04    |

- 各年度の太字はリーグ最高
- 毎日（毎日オリオンズ）は、1958年に大毎（毎日大映オリオンズ）に球団名を変更

### タイトル
- 最多勝利：1回 （1950年）
- 最優秀防御率：1回 （1950年）

### 表彰
- 新人王 （1950年）
- ベストナイン：1回 （投手部門：1950年）
- 野球殿堂競技者表彰（1985年）

### 記録
初記録
- 初登板・初勝利：1950年3月15日、対南海ホークス1回戦（大須球場）、4回表2死から2番手で救援登板・完了、5回1/3を4失点
- 初先発登板・初先発勝利・初完投：1950年3月20日、対西鉄クリッパーズ2回戦（後楽園球場）、9回3失点
- 初完封：1950年4月14日、対西鉄クリッパーズ3回戦（後楽園球場）
- 初本塁打：1959年6月20日、対近鉄バファロー10回戦（後楽園球場）、黒田勉から(通算で唯一)

節目の記録
- 100勝：1955年10月8日、対トンボユニオンズ20回戦（川崎球場）
- 150勝：1958年8月10日、対南海ホークス21回戦（後楽園球場）

その他の記録
- リーグ最多無四球試合無しで通算25無四球試合　※歴代最多
- オールスターゲーム出場：5回 （1953年 - 1957年）

### 背番号
- 11 （1950年 - 1961年）
- 31 （1962年）
- 30 （1963年 - 1965年）
- 50 （1970年）
- 61 （1971年）